# ジョン・サーマン

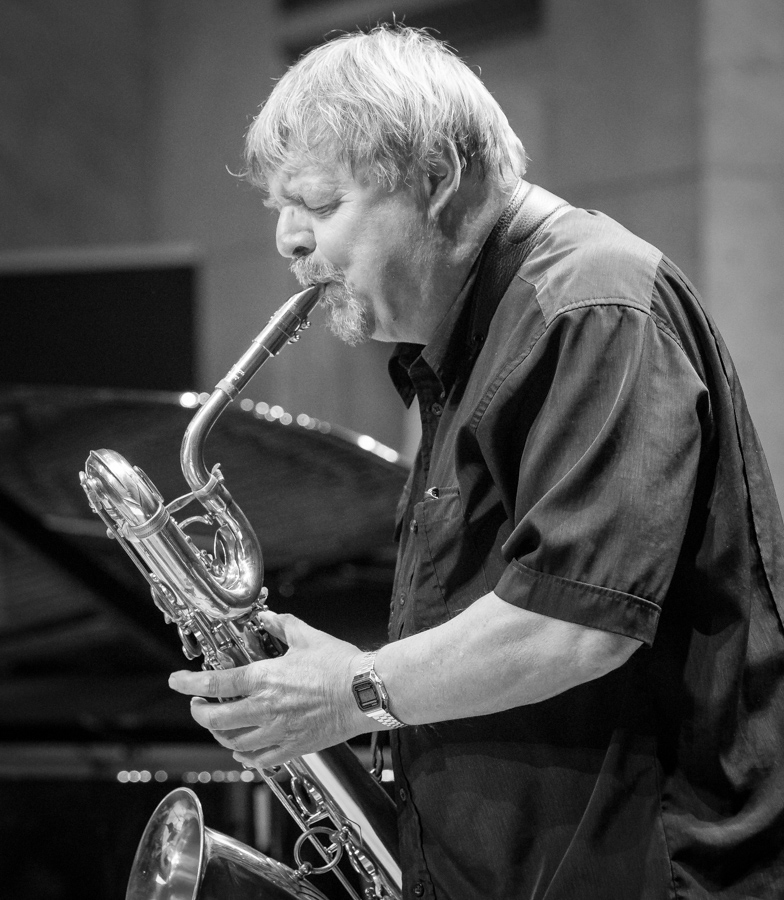
ジョン・サーマン（2017年）

ジョン・サーマン（John Surman、1944年8月30日 - ）は、イングランド・タビストック出身のジャズ・サクソフォン、クラリネット奏者。主にバリトン、ソプラノサクソフォーン、バスクラリネット、シンセサイザーをプレイする。

## 人物・来歴
ジョン・コルトレーンの影響が受けているが、特にバリトンを高音から低音まで幅広いレンジで激烈に演奏する独自の吹奏は世界的に評価されており、ヨーロッパを代表するサクソフォン・プレイヤーの一人。また、ラーシュ・グリンにも影響を受けている。
ロンドン教育大学を卒業後、マイケル・ギブス、デイヴ・ホランド、ジョン・マクラフリン等と共演する。1966年、マイク・ウェストブルックのビッグ・バンド・アルバムに参加後は数多くのウェストブルックの作品に作曲と共に参加、崇高なソロ演奏は高い評価を得た。1968年、モントルー・ジャズ・フェスティバルで最優秀ソロイスト賞を受賞した。
自身の作品では1969年、アルバム『ハウ・メニー・クラウズ・キャン・ユー・シー?』で迫力のあるスリリングな吹奏を披露した。1970年にはバール・フィリップス、ステュ・マーティンとアルバム『ザ・トリオ』を録音、フリー奏法を基調とした作品を発表した。同年大阪万博のため、ヨーロッパ・ジャズ・オールスターズの一員として来日した。1971年、ジョン・ウォーレンとの共同名義作『テイルズ・オブ・ジ・アルゴンキン』では16人編成のバンドの各プレイヤーが激しいインプロヴィゼーションを繰り広げながらもストーリー性を感じさせる壮大なビッグバンド・サウンドを展開した。1970年代後半からはECMレコード専属にて録音し作品を残し続けている。
1995年、2度目の来日。他の共演者はスライド・ハンプトン、ケニー・クラーク、フランシー・ボラン、ジャック・ディジョネット、 チック・コリア、ミシェル・ポルタル、ケニー・ホイーラー、トーマス・スタンコ、ミロスラフ・ヴィトウス、スタン・トレイシー等が挙げられる。

## ディスコグラフィ

### リーダー・アルバム
- 『ジョン・サーマン』 - John Surman (1969年、Deram)
- 『ハウ・メニー・クラウズ・キャン・ユー・シー?』 - How Many Clouds Can You See? (1970年、Deram)
- 『テイルズ・オブ・ジ・アルゴンキン』 - Tales of the Algonquin  (1971年、Deram) ※with ジョン・ウォーレン
- 『ホエア・フォーチュン・スマイルズ』 - Where Fortune Smiles (1971年、Deram) ※with ジョン・マクラフリン、デイヴ・ホランド、ステュ・マーティン、カール・ベルガー
- 『ウェスタリング・ホーム』 - Westering Home (1972年、Island)
- 『ジャズ・イン・ブリテン '68-'69 』 - Jazz in Britain '68-'69 (1972年、Decca Eclipse) ※with アラン・スキドモア、トニー・オクスレイ
- 『モーニング・グローリー』 - Morning Glory (1973年、Island) ※モーニング・グローリー名義
- John Surman (1974年、Jazz Vogue)
- Live at Moers Festival (1975年、Ring) ※with トニー・レヴィン
- Live at Woodstock Town Hall (1975年、Dawn)
- Sonatinas (1978年、Steam) ※with スタン・トレイシー
- 『アポン・リフレクション』 - Upon Reflection (1979年、ECM)
- 『クラウド・ライン・ブルー』 - Cloud Line Blue (1979年、Polydor) ※with カーリン・クローグ
- 『サイモン・サイモンの不思議な旅』 - The Amazing Adventures of Simon Simon (1981年、ECM)
- 『思い出の冬』 - Such Winters of Memory (1983年、ECM) ※with カーリン・クローグ
- 『ウィズホールディング・パターン』 - Withholding Pattern (1985年、ECM)
- 『プライヴェイト・シティ』 - Private City (1988年、ECM)
- Road to Saint Ives (1990年、ECM)
- 『アドヴェンチャー・プレイグラウンド』 - Adventure Playground (1992年、ECM)
- The Brass Project (1993年、ECM) ※with ジョン・ウォーレン
- 『ストレンジャー・ザン・フィクション』 - Stranger than Fiction (1994年、ECM)
- 『ノルディック・クァルテット』 - Nordic Quartet (1995年、ECM) ※with カーリン・クローグ、テリエ・リピダル、ヴィグレイク・ストラース
- 『バイオグラフィー』 - A Biography of the Rev. Absalom Dawe (1995年、ECM)
- 『プロヴァーブズ・アンド・ソングズ』 - Proverbs and Songs (1997年、ECM)
- 『G線上のアリア』 - Bluesand (1999年、Meantime) ※with カーリン・クローグ
- 『コーラスケイティング』 - Coruscating (2000年、ECM)
- 『インヴィジブル・ネイチャー』 - Invisible Nature (2002年、ECM) ※with ジャック・ディジョネット
- 『フリー・アンド・イコール』 - Free and Equal (2003年、ECM) ※with ジャック・ディジョネット
- 『ウェイ・バック・ホエン』 - Way Back When (2005年、Cuneiform)
- The Spaces in Between (2007年、ECM)
- 『レイン・オン・ザ・ウィンドウ』 - Rain on the Window (2008年、ECM) ※with ハワード・ムーディ
- Brewster's Rooster (2009年、ECM)
- Flashpoint: NDR Jazz Workshop (2011年、Cuneiform)
- Saltash Bells (2012年、ECM)
- 『ソングス・アバウト・ディス・アンド・ザット』 - Songs About This and That (2013年、Meantime) ※with カーリン・クローグ
- Another Sky (2014年、Grappa)
- 『インフィニット・パズ』 - Infinite Paths (2016年、Meantime) ※with カーリン・クローグ
- 『ザ・トラヴェラーズ・テイル - ザ・ブラス・プロジェクト・ライヴ!』 - The Traveller's Tale (The Brass Project Live!) (2017年、Fledg'ling) ※with ジョン・ウォーレン
- Invisible Threads (2018年、ECM)

### ザ・トリオ
- 『ザ・トリオ』 - The Trio (1970年、Dawn) ※旧邦題『問題児ジョン・サーマン』
- 『ザ・トリオ Vol. 1』 - The Trio Vol. 1 (1970年、Pye)
- 『コンフラグレイション』 - Conflagration (1971年、Dawn)
- 『ザ・トリオ・バイ・コンタクト』 - By Contact (1972年、Columbia)

### 参加アルバム
ポール・ブレイ
- 『フラグメンツ』 - Fragments (1986年、ECM)
- The Paul Bley Quartet (1988年、ECM)
- 『イン・ジ・イブニング・アウト・ゼア』 - In the Evenings Out There (1993年、ECM)

グラハム・コリアー
- Workpoints (2005年、Cuneiform)
- Hoarded Dreams (2007年、Cuneiform)

クリスティーン・コリスター
- The Dark Gift of Time (1998年、Fledg'ling)
- Songbird (2000年) ※コンピレーション
- An Equal Love (2001年)

マイケル・ギブス
- 『マイケル・ギブスの壮挙』 - Michael Gibbs (1970年、Deram)
- 『タングルウッド 63』 - Tanglewood 63 (1971年、Deram)
- 『フェスティヴァル69』 - Festival 69 (2018年、Turtle) ※マイケル・ギブス・ウィズ・ゲイリー・バートン・カルテット名義

パー・ハスビー
- Your Eyes (1987年)
- Dedications (1990年、Hot Club)

アレクシス・コーナー
- Both Sides (1970年)
- The Party Album (1979年)
- Alexis Korner and Friends (1981年)

カーリン・クローグ
- 『フリースタイル - ユーヴ・ガット・スタイル』 - Freestyle (1986年、Odin)
- Raindrops, Raindrops (2002年) ※コンピレーション
- Folkways (2010年、Meantime)

クリス・マクレガー
- 『クリス・マクレガーズ・ブラザーフッド・オブ・ブレス』 - Chris McGregor's Brotherhood of Breath (1970年)
- Up to Earth (2008年、Fledg'ling)

ジョン・マクラフリン
- 『エクストラポレーション』 - Extrapolation (1969年)

S. O. S. with マイク・オズボーン & アラン・スキドモア
- Shapes (1972年)
- Looking for the Next One (1974年)
- SOS (1975年)

バール・フィリップス
- 『マウンテンスケイプス』 - Mountainscapes (1976年、ECM)
- Journal Violone II (1980年、ECM)
- Music by... (1980年、ECM)

ジョン・ポッター
- 『暗闇にひそむ歌 - ジョン・ダウランドの世界』 - In Darkness Let Me Dwell (1999年、ECM)
- 『安らぎをもたらす眠りよ』 - Care-Charming Sleep (2003年、ECM)
- Romaria (2008年)
- Night Sessions (2013年)

コリン・タウンズ
- Mask Orchestra (1993年、The Jazz Label)
- Bolt from the Blue (1997年、Provocateur)

ミロスラフ・ヴィトウス
- 『ファースト・ミーティング』 - First Meeting (1980年、ECM)
- 『ミロスラフ・ヴィトウス・グループ』 - Miroslav Vitous Group (1981年、ECM)
- 『ジャーニーズ・エンド』 - Journey's End (1983年、ECM)

マイク・ウェストブルック
- 『セレブレーション』 - Celebration (1967年、Deram)
- Release (1968年、Deram)
- 『マーチング・ソング Vol.1』 - Marching Song Vol. 1 (1969年、Deram)
- 『マーチング・ソング Vol.2』 - Marching Song Vol. 2 (1969年、Deram)
- 『シタデル/ルーム315』 - Citadel/Room 315 (1975年、RCA)
- The Night at the Old Place (2018年、Cadillac)

その他
- ピーター・レマー : 『ローカル・カラー』 - Local Colour (1968年、ESP Disk)
- レスター・ボウイ : Gittin' to Know You (1969年)
- ハリー・ベケット : Flare Up (1970年、Philips)
- ロルフ・キューン : 『ゴーイング・トゥ・ザ・レインボー』 - Going to the Rainbow (1971年、BASF) ※『クリアクション』チック・コリアとして再発あり
- ハンフリー・リトルトン : Duke Ellington Classics (1971年、Black Lion)
- ピーター・ウォーレン : 『ベース・イズ』 - Bass Is (1972年、Enja)
- ミック・グッドリック : 『イン・パッシング』 - In Pas(s)ing (1979年、ECM)
- バリー・アルトシュル : Irina (1983年、Soul Note)
- ギッテ・ヘニング : Meets the Francy Boland Kenny Clark Big Band (1988年)
- ジョン・テイラー : Ambleside Days (1992年、Ah Um)
- ジョン・アバークロンビー : 『ノヴェンバー』 - November (1993年、ECM)
- ヨーロッパ・ジャズ・オール・スターズ : 『ルーム1220』 - Room 1220 (1993年、Konnex)
- アヌアル・ブラヒム : 『シマール』 - Thimar (1998年、ECM)
- トーマス・スタンコ : 『フロム・ザ・グリーン・ヒル』 - From the Green Hill (1998年、ECM)
- ミシャ・アルペリン : First Impression (1999年、ECM)
- スプリング・ヒール・ジャック : Disappeared (2000年)
- フィリップ・サルド : Le Cinema de Bartrand Tavernier (2003年)
- J. Peter Robinson : The Believers (2009年)
- リシャール・ガリアーノ : 『リシャール・ガリアーノ PLAYS ニーノ・ロータ』 - Nino Rota (2011年、Deutsche Grammophon)